# جون هائه-سوپ
جون هائه-سوپ (انگلیسی: Jeon Hae-sup؛ زادهٔ ۱۵ فوریهٔ ۱۹۵۲) کشتی‌گیر اهل کره جنوبی است.